# Пасынков, Павел Иванович
Павел Иванович Пасынков (15 февраля 1908 — 2 октября 1979) — советский военнослужащий, полный кавалер ордена Славы.

## Биография
Павел Иванович Пасынков родился 15 февраля 1908 года  в деревне Сухоногово,(сейчас, это-  поселок в Костромском районе Костромской области) в крестьянской семье. Получил начальное образование. Затем окончил агротехнические курсы. Был председателем местного колхоза. В 1930 году, Павел Пасынков вступил в ряды  Красной Армии.

### Воинская служба
Принимал участие в боях Великой Отечественной войны  с февраля 1942 года. Был командиром минометного расчета 60-го гвардейского отдельного минометного дивизиона (2-й гвардейский кавалерийский корпус, 61-я армия,на Белорусском фронте).

### Подвиги
В одном из боёв 15 января 1944 года у деревни Беседки (Гомельская область), гвардии старший сержант Павел Пасынков  выдвинул миномет на открытую позицию,тем самым уничтожив большую численность вражеской силы,и подавив два пулемета. 22 января 1944 года, за глубокую самоотверженность и мужество проявленное в боях, Павел Пасынков был награждён орденом Славы 3 степени.
Чуть позже в марте 1945 года, в составе всё того же военного корпуса, армии 1-го Белорусского фронта, в двадцати километрах западнее польского города Щецинек, огнём из своего миномёта уничтожил пехотный взвод противника. В марте того же 1945 года, Павел Пасынков был награждён орденом Славы 2 степени. Уже в апреле, сражаясь за населённый пункт Кольпин (Германия) Павел Пасынков огнём из миномётного оружия вывел из строя около десятка врагов.
В 1945 году, Павел Иванович Пасынков был демобилизован. В 1946 году был награждён орденом Славы 1 степени.

### Послевоенная жизнь
Вернувшись на Родину, работал на торфопредприятии, а затем в совхозе. В 1951 году вступил в ряды КПСС. Павел Иванович Пасынков ушёл из жизни 2 октября 1979 года. Похоронен на кладбище в посёлке Сухоногово. В 1996 году, рядом с ним, была похоронена его супруга — Глафира Николаевна Пасынкова.

## Память
На стене дома, где жил Павел Иванович установлена мемориальная доска. Его именем названа улица в посёлке Сухоногово.